# Albumy numer jeden w roku 2025 (Polska)
Albumy numer jeden w roku 2025 (Polska) – zestawienie albumów muzycznych, które w 2025 zajęły pierwsze miejsca na trzech polskich cotygodniowych listach sprzedaży publikowanych przez Związek Producentów Audio-Video:
- OLiS, sporządzanej na podstawie sprzedaży nośników fizycznych i odtworzeń w serwisach strumieniowych,
- OLiS – albumy fizycznie, sporządzanej tylko na podstawie sprzedaży nośników fizycznych,
- OLiS – albumy w streamie, sporządzanej tylko na podstawie odtworzeń w serwisach strumieniowych.

Notowania są przygotowywane na podstawie danych zgromadzonych przez spółki Kantar Polska (sprzedaż fizyczna) i Ranger (serwisy strumieniowe).

## Lista
| Data        | Okres sprzedaży           | OLiS                             | OLiS                             | OLiS – albumy fizycznie          | OLiS – albumy fizycznie          | OLiS – albumy w streamie | OLiS – albumy w streamie | Źr.               |
| Data        | Okres sprzedaży           | Album                            | Wykonawca                        | Album                            | Wykonawca                        | Album                    | Wykonawca                | Źr.               |
| ----------- | ------------------------- | -------------------------------- | -------------------------------- | -------------------------------- | -------------------------------- | ------------------------ | ------------------------ | ----------------- |
| 2 stycznia  | 20 grudnia – 26 grudnia   | Art Brut 1 Remixed               | PRO8L3M                          | Art Brut 1 Remixed               | PRO8L3M                          | Merry Christmas          | Mariah Carey             | [ 2 ] [ 3 ] [ 4 ] |
| 9 stycznia  | 27 grudnia – 2 stycznia   | Kiedy mówi do mnie wiatr         | Pih i DJ Creon                   | Kiedy mówi do mnie wiatr         | Pih i DJ Creon                   | Hit Me Hard and Soft     | Billie Eilish            | [ 2 ] [ 3 ] [ 4 ] |
| 16 stycznia | 3 stycznia – 9 stycznia   | Prorok Ilja                      | Patriarkh                        | Prorok Ilja                      | Patriarkh                        | Hit Me Hard and Soft     | Billie Eilish            | [ 2 ] [ 3 ] [ 4 ] |
| 23 stycznia | 10 stycznia – 16 stycznia | Hit Me Hard and Soft             | Billie Eilish                    | The Human Fear                   | Franz Ferdinand                  | Debí tirar más fotos     | Bad Bunny                | [ 2 ] [ 3 ] [ 4 ] |
| 30 stycznia | 17 stycznia – 23 stycznia | Muzyka końca świata              | Kartky                           | Muzyka końca świata              | Kartky                           | Debí tirar más fotos     | Bad Bunny                | [ 2 ] [ 3 ] [ 4 ] |
| 6 lutego    | 24 stycznia – 30 stycznia | Rockst4r                         | White 2115                       | Rockst4r                         | White 2115                       | Rockst4r                 | White 2115               | [ 2 ] [ 3 ] [ 4 ] |
| 13 lutego   | 31 stycznia – 6 lutego    | Hurry Up Tomorrow                | The Weeknd                       | Zgłowy                           | Krzysztof Zalewski               | Tthe Grind               | Otsochodzi               | [ 2 ] [ 3 ] [ 4 ] |
| 20 lutego   | 7 lutego – 13 lutego      | Trap or Die                      | Bambi                            | Trap or Die                      | Bambi                            | Trap or Die              | Bambi                    | [ 2 ] [ 3 ] [ 4 ] |
| 27 lutego   | 14 lutego – 20 lutego     | 25                               | Fisz Emade Tworzywo              | 25                               | Fisz Emade Tworzywo              | Trap or Die              | Bambi                    | [ 2 ] [ 3 ] [ 4 ] |
| 6 marca     | 21 lutego – 27 lutego     | Połączenia 2                     | Opał i Gibbs                     | Połączenia 2                     | Opał i Gibbs                     | Połączenia 2             | Opał i Gibbs             | [ 2 ] [ 3 ] [ 4 ] |
| 13 marca    | 28 lutego – 6 marca       | Fugazi                           | Kuban                            | Fugazi                           | Kuban                            | Fugazi                   | Kuban                    | [ 2 ] [ 3 ] [ 4 ] |
| 20 marca    | 7 marca – 13 marca        | Mayhem                           | Lady Gaga                        | Mayhem                           | Lady Gaga                        | Mayhem                   | Lady Gaga                | [ 2 ] [ 3 ] [ 4 ] |
| 27 marca    | 14 marca – 20 marca       | Blizny                           | Turbo                            | Blizny                           | Turbo                            | Music                    | Playboi Carti            | [ 2 ] [ 3 ] [ 4 ] |
| 3 kwietnia  | 21 marca – 27 marca       | Nareszcie w domu                 | Kuqe 2115                        | Nareszcie w domu                 | Kuqe 2115                        | Music                    | Playboi Carti            | [ 2 ] [ 3 ] [ 4 ] |
| 10 kwietnia | 28 marca – 3 kwietnia     | Trójkąt warszawski               | Taco Hemingway                   | Trójkąt warszawski               | Taco Hemingway                   | Groteska                 | Jan-Rapowanie            | [ 2 ] [ 3 ] [ 4 ] |
| 17 kwietnia | 4 kwietnia – 10 kwietnia  | Tak jak tutaj stoję              | Wiktor Dyduła                    | Tak jak tutaj stoję              | Wiktor Dyduła                    | Hit Me Hard and Soft     | Billie Eilish            | [ 2 ] [ 3 ] [ 4 ] |
| 24 kwietnia | 11 kwietnia – 17 kwietnia | Receptura                        | Pokahontaz                       | Receptura                        | Pokahontaz                       | Hit Me Hard and Soft     | Billie Eilish            | [ 2 ] [ 3 ] [ 4 ] |
| 1 maja      | 18 kwietnia – 24 kwietnia | Vox Veritatis                    | Tede                             | Vox Veritatis                    | Tede                             | Hit Me Hard and Soft     | Billie Eilish            | [ 2 ] [ 3 ] [ 4 ] |
| 8 maja      | 25 kwietnia – 1 maja      | Napisz jak będziesz              | Sobel                            | Hard Cock                        | Bardal i Rów Babicze             | Napisz jak będziesz      | Sobel                    | [ 2 ] [ 3 ] [ 4 ] |
| 15 maja     | 2 maja – 8 maja           | Pink Floyd at Pompeii – MCMLXXII | Pink Floyd                       | Pink Floyd at Pompeii – MCMLXXII | Pink Floyd                       | Napisz jak będziesz      | Sobel                    | [ 2 ] [ 3 ] [ 4 ] |
| 22 maja     | 9 maja – 15 maja          | The Shit Ov God                  | Behemoth                         | The Shit Ov God                  | Behemoth                         | Napisz jak będziesz      | Sobel                    | [ 2 ] [ 3 ] [ 4 ] |
| 29 maja     | 16 maja – 22 maja         | Dwoje ludzieńków                 | Sanah                            | Dwoje ludzieńków                 | Sanah                            | Napisz jak będziesz      | Sobel                    | [ 2 ] [ 3 ] [ 4 ] |
| 5 czerwca   | 23 maja – 29 maja         | Dwoje ludzieńków                 | Sanah                            | Dwoje ludzieńków                 | Sanah                            | Napisz jak będziesz      | Sobel                    | [ 2 ] [ 3 ] [ 4 ] |
| 12 czerwca  | 30 maja – 5 czerwca       | Kolorowe domy                    | Hubert.                          | Kolorowe domy                    | Hubert.                          | Napisz jak będziesz      | Sobel                    | [ 2 ] [ 3 ] [ 4 ] |
| 19 czerwca  | 6 czerwca – 12 czerwca    | Tylko haj                        | Dawid Podsiadło i Kaśka Sochacka | Tylko haj                        | Dawid Podsiadło i Kaśka Sochacka | Napisz jak będziesz      | Sobel                    | [ 2 ] [ 3 ] [ 4 ] |
| 26 czerwca  | 13 czerwca – 19 czerwca   | Tylko haj                        | Dawid Podsiadło i Kaśka Sochacka | Tylko haj                        | Dawid Podsiadło i Kaśka Sochacka | Napisz jak będziesz      | Sobel                    | [ 2 ] [ 3 ] [ 4 ] |
| 3 lipca     | 20 czerwca – 26 czerwca   | Tylko haj                        | Dawid Podsiadło i Kaśka Sochacka | Desire: Unleash                  | Enhypen                          | Napisz jak będziesz      | Sobel                    | [ 2 ] [ 3 ] [ 4 ] |
| 10 lipca    | 27 czerwca – 3 lipca      | Kult Tenerife 29.11.2024         | Kult                             | Kult Tenerife 29.11.2024         | Kult                             | Napisz jak będziesz      | Sobel                    | [ 2 ] [ 3 ] [ 4 ] |
| 17 lipca    | 4 lipca – 10 lipca        | Północ / południe                | Quebonafide                      | Depeche_mood                     | Slums Attack, Peja i DJ Decks    | Północ / południe        | Quebonafide              | [ 2 ] [ 3 ] [ 4 ] |
| 24 lipca    | 11 lipca – 17 lipca       | Napisz jak będziesz              | Sobel                            | Dwoje ludzieńków                 | Sanah                            | KPop Demon Hunters       | różni wykonawcy          | [ 2 ] [ 3 ] [ 4 ] |
| 31 lipca    | 18 lipca – 24 lipca       | Napisz jak będziesz              | Sobel                            | Breakthrough                     | Joe Bonamassa                    | KPop Demon Hunters       | różni wykonawcy          | [ 2 ] [ 3 ] [ 4 ] |
| 7 sierpnia  | 25 lipca – 31 lipca       | Futurista                        | Pidżama Porno                    | Futurista                        | Pidżama Porno                    | KPop Demon Hunters       | różni wykonawcy          | [ 2 ] [ 3 ] [ 4 ] |
| 14 sierpnia | 1 sierpnia – 7 sierpnia   | KPop Demon Hunters               | różni wykonawcy                  | Łzy anioła                       | Cztery Pory Miłowania            | KPop Demon Hunters       | różni wykonawcy          | [ 2 ] [ 3 ] [ 4 ] |

## Podsumowania
| Okres                 | OLiS                 | OLiS          | OLiS  | OLiS – albumy fizycznie | OLiS – albumy fizycznie          | OLiS – albumy fizycznie | OLiS – albumy w streamie | OLiS – albumy w streamie | OLiS – albumy w streamie |
| Okres                 | Album                | Wykonawca     | Źr.   | Album                   | Wykonawca                        | Źr.                     | Album                    | Wykonawca                | Źr.                      |
| --------------------- | -------------------- | ------------- | ----- | ----------------------- | -------------------------------- | ----------------------- | ------------------------ | ------------------------ | ------------------------ |
| styczeń–czerwiec 2025 | Hit Me Hard and Soft | Billie Eilish | [ 5 ] | Tylko haj               | Dawid Podsiadło i Kaśka Sochacka | [ 6 ]                   | Hit Me Hard and Soft     | Billie Eilish            | [ 7 ]                    |